# Sassano
Sassano är en ort och kommun i provinsen Salerno i regionen Kampanien i Italien. Kommunen hade 4 935 invånare (2017).